# اورشاک
اورشاک (انگلیسی: Urshak) یک شهرک در شهرستان میاکینسکی استان باشقیرستان کشور روسیه است.